# العلاقات الإسرائيلية الكيريباتية
العلاقات الإسرائيلية الكيريباتية هي العلاقات الثنائية التي تجمع بين إسرائيل وكيريباتي.

## مقارنة بين البلدين
هذه مقارنة عامة ومرجعية للدولتين:
| وجه المقارنة                                              | إسرائيل                                                             | كيريباتي                        |
| --------------------------------------------------------- | ------------------------------------------------------------------- | ------------------------------- |
| المساحة (كم2)                                             | 20.77 ألف                                                           | 811                             |
| عدد السكان (نسمة)                                         | 8.89 مليون                                                          | 116.40 ألف                      |
| الكثافة السكانية (ن./كم²)                                 | 428.02                                                              | 14.35 ألف                       |
| العاصمة                                                   | القدس                                                               | جنوب تاراوا                     |
| اللغة الرسمية                                             | اللغة العبرية، اللغة العربية                                        | لغة إنجليزية، اللغة الكيريباتية |
| العملة                                                    | شيكل إسرائيلي جديد، شيكل إسرائيلي قديم، جنيه فلسطيني، جنيه إسرائيلي | دولار كريباتي، دولار أسترالي    |
| الناتج المحلي الإجمالي (بليون دولار)                      | 350.85 مليار                                                        | 196.15 مليون                    |
| الناتج المحلي الإجمالي (تعادل القوة الشرائية) بليون دولار | 306.51 مليار                                                        | 224.26 مليون                    |
| الناتج المحلي الإجمالي الاسمي للفرد دولار أمريكي          | 35.73 ألف                                                           | 1.42 ألف                        |
| الناتج المحلي الإجمالي للفرد دولار أمريكي                 | 36.58 ألف                                                           | 1.81 ألف                        |
| مؤشر التنمية البشرية                                      | 0.899                                                               | 0.590                           |
| رمز المكالمات الدولي                                      | +972                                                                | +686                            |
| رمز الإنترنت                                              | .il                                                                 | .ki                             |
| المنطقة الزمنية                                           | توقيت إسرائيل، Israel Summer Time ‏                                  |                                 |

## منظمات دولية مشتركة
يشترك البلدان في عضوية مجموعة من المنظمات الدولية، منها:
| علم المنظمة | اسم المنظمة                   | تاريخ انضمام إسرائيل | تاريخ انضمام كيريباتي |
| ----------- | ----------------------------- | -------------------- | --------------------- |
|             | مؤسسة التنمية الدولية         | 22 ديسمبر 1960       | 2 أكتوبر 1986         |
|             | الأمم المتحدة                 | 11 مايو 1949         | 14 سبتمبر 1999        |
|             | البنك الدولي للإنشاء والتعمير | 12 يوليو 1954        | 29 سبتمبر 1986        |
|             | مؤسسة التمويل الدولية         | 26 سبتمبر 1956       | 2 أكتوبر 1986         |
|             | الاتحاد الدولي للاتصالات      | 24 يونيو 1948        | 3 نوفمبر 1986         |
|             | يونسكو                        | 16 سبتمبر 1949       | 24 أكتوبر 1989        |
|             | الاتحاد البريدي العالمي       | ?                    | ?                     |

## وصلات خارجية
- موقع وزارة الخارجية الإسرائيلية